# Ágostházi László
Ágostházi László (Budapest, 1931. február 15. – 2014. október 31.) Ybl Miklós-díjas magyar építészmérnök. Főleg műemlékvédelemmel és település-rekonstrukcióval foglalkozott.

## Életpályája
A Budapesti Műszaki Egyetemen 1957-ben építészmérnöki diplomát, majd 1966-ban városépítés-városgazdasági szakmérnöki képesítést szerzett.
Munkahelye a Fejér Megyei Tervező Iroda, majd 1960 óta a VÁTI volt.

## Jelentősebb munkái
- Vaja, kastély (1960-63)
- Sopron, Előkapu 11. (1961-64)
- Berhida, rk. templom (1962-64)
- Fertőrákos, püspöki kastély (1963-65)
- Kószeg, Szt. Imre templom (1964-66)
- Vizsoly, ref. templom (1772-74)
- Szántódpuszta, műeml.terület rend. terv (1964-71)
- Pécs, tömbrekonstrukcuós tervek =1970-72)

## Díjai
- Ybl Miklós-díj (1976)
- Alpár Ignác-díj (2006)
- A Magyar Köztársasági Érdemrend lovagkeresztje (2008)

## Írásai
- Ágostházi László–Boross Marietta: Szántódpuszta építéstörténete; Panoráma, Bp., 1985 (Szántódi füzetek)
- Ágostházi László–Kocsis Ferenc: Építéstörténet a műszaki szakközépiskolák magas- és mélyépítő technikusok szakának V. osztálya számára. Műszaki szakközépiskolai tankönyv; Műszaki, Bp., 1990
- Műemlékvédelem; Műszaki, Bp., 1999
- Műemlékvédelem; 2. jav. kiad.; Műszaki, Bp., 2002